# Кирзять
Кирзять — село в составе Сурского городского поселения Сурского района Ульяновской области, на реке Ашня (приток Чеберчинки).

## Название
По версии И. Н. Сизова — автора книги «История села Кирзяти...»: в XVI веке на охрану пограничных линий высылались люди из центральных районов Московского государства. И военными поселенцами на Кирзятских городках были люди из-под Владимира, а еще — из села Киржач (сейчас город Киржач), которые, думается, и дали селу название Кирзять, в течение времени частично изменённое. Чтобы подтвердить свою версию, И. Н. Сизов делал запросы в Киржачевский архив Владимирской области и Горбатовский районный архив Нижегородской области (кстати, фамилия Горбатовы — одна из самых распространённых в Кирзяти).

## История
Впервые упоминается в исторических письменных источниках, относящихся к 1614 году, как Старая Кирзять на речке Ошне. Входила в состав Кельдешевского беляка, Верхосурского стана Алатырского уезда.
В 1780 году село Кирзять вошло в состав Котяковского уезда Симбирского наместничества.
В 1859 году село Кирзять входило во 2-й стан Алатырского уезда Симбирской губернии.
В 1878 году в селе прихожанами построен деревянный храм. Престолов в нём два: главный в честь Вознесения Господня и в приделе во имя святых бессребреников и чудотворцев Космы и Дамиана.
Церковно-приходская школа существует с 1884 года, помещается в собственном здании.

## Население
| 2010 |
| ---- |
| 370  |

Постоянное население: 407 жителей (2007 г.); 370 чел. (перепись 2010 г.);

## Инфраструктура
- Средняя школа[7]
- Отделение почтовой связи[8]
- Кирзятская сельская библиотека[9]

## Достопримечательности
- В 1945—1949 годах в районе села Кирзять проводились раскопки Куйбышевской археологической экспедицией. Материалы, собранные при раскопках, рассказывают о жизни племён за 3—5 тыс. лет до н.э. В V-IX веках здесь жили древние мордва. В период татаро-монгольского ига край был опустошен, эти места были безлюдными. Заселение края началось в XVI-XVII веках при Иване Грозном. Село Кирзять возникло первоначально как военно-сторожевой пост на Большом и Малом городках, находящихся около теперешнего села Кирзять. Когда же государственная граница передвинулась дальше на юг, городки утратили своё значение, и служилые люди осели на предоставленных им правительством ближайших к городкам землях и стали заниматься крестьянским трудом.[10]

## Топографичекие карты
- Лист карты N-38-58 Сурское. Масштаб: 1 : 100 000. Состояние местности на 1971 год. Издание 1982 г.
- Лист карты N-38-XVII Сурское. Масштаб: 1 : 200 000. Издание 1963 г.
- Лист карты N-38-Б.